# Resurrection (film 1909)
Resurrection è un cortometraggio muto del 1909 diretto da David W. Griffith. Prodotto e distribuito dalla Biograph Company, il film uscì nelle sale il 20 maggio 1909.

## Trama
Il principe Dimitri, giurato in tribunale, scopre che l'accusata è una ragazza che anni prima era a servizio presso la sua famiglia e che lui ha sedotto. Pentito per quello che ha fatto e che ha pesantemente influito sulla vita della donna, decide di tentare di riscattarsi.
Trama completa di Moving Picture World synopsis in (EN)  su IMDb

## Produzione
Il film fu girato nell'aprile 1909. Venne prodotto dalla Biograph Company.

## Distribuzione
Distribuito dalla Biograph Company, il film uscì nelle sale cinematografiche statunitensi il 20 maggio 1909.